# Laval (circonscription fédérale)
Pour les articles homonymes, voir Laval.
Circonscription électorale fédérale du Canada
Laval était une circonscription électorale fédérale au Québec (Canada) qui a été abolie en 2015.
Elle correspondait aux quartiers de Chomedey, Laval-des-Rapides et Fabreville de la ville de Laval. Les circonscriptions limitrophes étaient Papineau, Saint-Laurent—Cartierville, Laval—Les Îles, Rivière-des-Mille-Îles, Marc-Aurèle-Fortin et Alfred-Pellan.
Elle possédait une population de 98 831 dont 80 699 électeurs sur une superficie de 47 km².

## Historique
La circonscription de Laval est initialement créée en 1867 et couvrait alors l'ensemble du territoire de l'actuelle ville de Laval. Abolie en 1914, les circonscriptions de Laval et de Deux-Montagnes s'unissent pour former les circonscriptions de Laval—Deux-Montagnes et de Mercier.
La circonscription de Laval réapparut en 1947 et demeura représentée jusqu'en 1976, année où la circonscription fut redistribuée parmi les circonscriptions de Laval-Centre et de Laval-Ouest.
La circonscription fut à nouveau créée en 2003. Abolie lors du redécoupage de 2012, elle fut agglomérée à la circonscription de Vimy.

## Liste des députés

### 1867-1917
1. 1867-1873 — Joseph-Hyacinthe Bellerose, Cons.
2. 1873¹-1896 — Joseph-Aldéric Ouimet, Cons.
3. 1896-1901 — Thomas Fortin, PLC
4. 1902¹-1908 — Édouard-Émile Léonard, Cons.
5. 1908-1917 — Charles-Avila Wilson, PLC

### 1949-1979
1. 1949-1958 — Léopold Demers, PLC
2. 1958-1962 — Rodrigue Bourdages, PC
3. 1962-1968 — Jean-Léo Rochon, PLC
4. 1968-1979 — Marcel-Claude Roy, PLC

- PC  = Parti progressiste-conservateur
- PLC = Parti libéral du Canada

### 2004-2015
| Législature                                | Années    | Député | Député          | Parti          |
| ------------------------------------------ | --------- | ------ | --------------- | -------------- |
| Laval issue de Laval-Centre et Laval-Ouest |           |        |                 |                |
| 38e                                        | 2004–2006 |        | Nicole Demers   | Bloc québécois |
| 39e                                        | 2006–2008 |        | Nicole Demers   | Bloc québécois |
| 40e                                        | 2008–2011 |        | Nicole Demers   | Bloc québécois |
| 41e                                        | 2011–2015 |        | José Núñez-Melo | Néo-démocrate  |
| Redistribuée parmi Vimy                    |           |        |                 |                |

## Résultats électoraux
|       | Candidat            | Parti              | # de voix | % des voix |
|       | Robert Malo         | Conservateur       | +06 366,  | 12,51 %    |
|       | Nicole Demers       | Bloc québécois     | +11 567,  | 22,73 %    |
|       | Eva Nassif          | Libéral            | +09 422,  | 18,51 %    |
|       | (x) José Núñez-Melo | NPD                | +22 050,  | 43,33 %    |
|       | Jocelyne Leduc      | Vert               | +01 260,  | 2,48 %     |
|       | Yvon Breton         | Marxiste-léniniste | +00224,   | 0,44 %     |
| Total | Total               | Total              | 50 889    | 100 %      |

|       | Candidat            | Parti              | # de voix | % des voix |
|       | Jean-Pierre Bélisle | Conservateur       | +09 101,  | 18,02 %    |
|       | (x) Nicole Demers   | Bloc québécois     | +19 085,  | 37,8 %     |
|       | Alia Haddad         | Libéral            | +14 190,  | 28,1 %     |
|       | Alain Giguère       | NPD                | +06 289,  | 12,46 %    |
|       | Eric Madelein       | Vert               | +01 607,  | 3,18 %     |
|       | Yvon Breton         | Marxiste-léniniste | +00221,   | 0,44 %     |
| Total | Total               | Total              | 50 493    | 100 %      |